# Roadstar
Roadstar van ser una banda de hard rock i de heavy metal britànica formada el 2003. El grup originalment es va anomenar Hurricane Party.

## Members

### Actuals
N/A

### Historial de membres
- Richie Heavanz - Vocal
- Jonny Rocker - Guitarra
- Rob Randell - Baix
- Chris Rivers - Bateria
- Sid Glover - Guitarra rítmica
- Robin "Kreepy" Hirschfeld - Guitarra
- STEVE PIPE- Cantant
- Cherry - Cantant, però no va aparèixer a cap concert.

## Discografia

### Album
- Grand Hotel - (2006)
- Glass Mountain - (2007)

### E.P.
- Get This (com a Hurricane Party) - (2004)
- Heaven's Basement (com a Heaven's Basement) - (2008)